# Calamus maiadum
Calamus maiadum är en enhjärtbladig växtart som beskrevs av John Dransfield. Calamus maiadum ingår i släktet Calamus och familjen Arecaceae. Inga underarter finns listade i Catalogue of Life.